# آئودی ای۶ آلرود کواترو

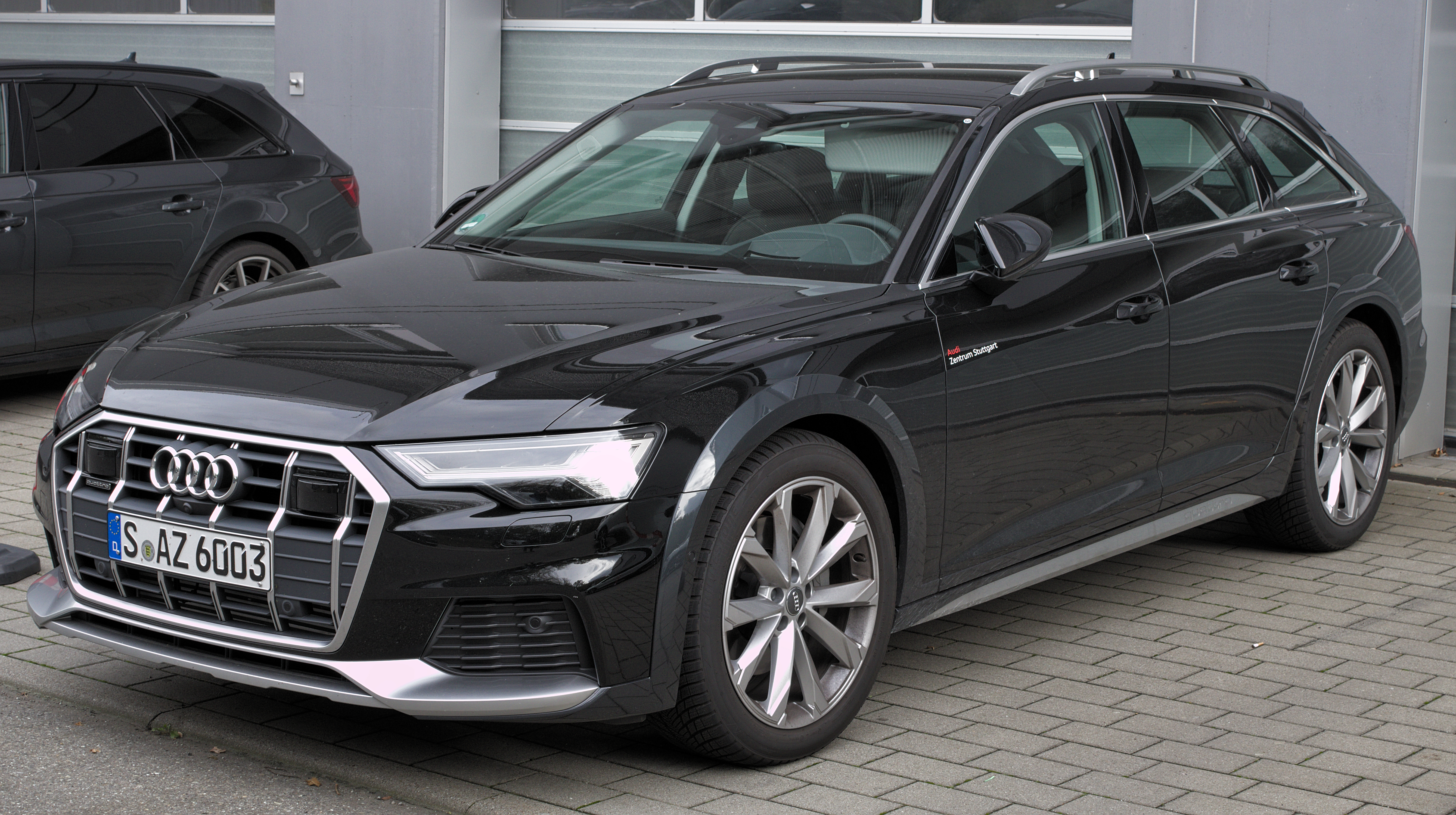

آئودی ای۶ آلرود کواترو (Audi A۶ allroad quattro) خودرویی است که از سال ۱۹۹۹–کنون در آلمان و مکزیک تولید شده‌است. طراحی آن موتور جلو، خودرو چهار چرخ محرک بوده ‌است. 